# سي ياجي
سي ياجي (الصينية:司雅杰 ، من مواليد 4 ديسمبر 1998) غطاسة صينية ، حصلت على الميدالية الذهبية في منصة 10 أمتار للسيدات في 
بطولة العالم للألعاب المائية 2013.

## روابط خارجية
- سي ياجي على موقع الاتحاد الدولي للسباحة (الإنجليزية)
- سي ياجي على موقع قاعدة بيانات الغوص IAT (الألمانية)
- سي ياجي على موقع أوليمبيديا (الإنجليزية)
- سي ياجي على موقع اللجنة الأولمبية الصينية (الإنجليزية)